# 日之岡站
日之岡站（日语：／ Hinooka eki */?）是位於京都府京都市山科區，京阪電氣鐵道京津線的電車站（廢站）。在1997年（平成9年），隨著京都市營地下鐵東西線開業，京津線京津三條至御陵之間被廢除，此站也被廢除。

## 歷史
- 1912年（大正元年）8月15日：京津電氣軌道（日语：京津電気軌道）開業，此站啟用。
- 1944年（昭和19年）4月1日：車站被廢除。
- 1953年（昭和28年）12月28日：車站重開。
- 1954年（昭和29年）1月4日：設置安全地帶。
- 1997年（平成9年）10月12日：京津線京津三條至御陵之間廢線，此站被廢除[1]。。替代車站為御陵站。

## 電車站構造
此站設有2面2線的相對式月台，月台是以安全地帶型式存在。由於此站只可讓設有梯級的車輛停靠，因此只有普通列車停靠此站，急行（1981年廢除）和準急通過此站。在電車站南邊越過三條通的路邊曾經設有候車上蓋，現時該處已經種植了灌木叢，因此已經看不到當時電車站的縱影。

## 使用狀況
以下為廢站前各年度1日平均乘車人次：
| 年度               | 1日平均 乘車人員 |
| ------------------ | ---------------- |
| 1991年（平成03年） | 1,546            |
| 1992年（平成04年） | 1,471            |
| 1993年（平成05年） | 1,444            |
| 1994年（平成06年） | 1,405            |
| 1995年（平成07年） | 1,202            |
| 1996年（平成08年） | 1,227            |
| 1997年（平成09年） | 959              |

## 電車站周邊
- 京都市營地下鐵東西線御陵站
- 大乘寺[2]。
- 栗原邸 - 1929年竣工，為國家登錄有形文化財[3]。很少對外開放[4]。
- 三條通（京都府道143號四之宮四塚線（日语：京都府道143号四ノ宮四ツ塚線））
- 大石道（京都市道185號勧修寺日之岡線（日语：京都市道185号勧修寺日ノ岡線））

## 相鄰電車站
京阪電氣鐵道
京津線
九條山－日之岡－御陵

## 注腳

## 相關項目
- 日本鐵路車站列表 Hi